# Oborský potok (přítok Rotavy)
Oborský potok je menší horský vodní tok v Krušných horách v okrese Sokolov, pravostranný přítok Rotavy.
Délka toku měří 4 km.

## Průběh toku
Potok pramení v nadmořské výšce 950 m na východním svahu Jeleního vrchu (960 m) v Přírodním parku Přebuz. Zpočátku teče asi 300 metrů východním směrem, pak se směr toku mění na jižní a tento směr si tok udržuje až k soutoku s Rotavou. Hlubokým údolím zvaným Čertova rokle teče potok pod strmými svahy Čertovy hory (987 m) a Jelení hory (954 m) a přitéká na území zaniklé vesnice Břidlová. Pokračuje podmáčeným terénem, kde se necelých 500 m od jeho pravého břehu nachází přírodní památka Rašeliniště Haar. Protéká územím zaniklé osady Horní Obora, nad jeho pravým břehem rostou památné stromy Jíva v Horní Oboře, Modřín v Horní Oboře a Klen v Horní Oboře. Při severním okraji Obory, místní části obce Šindelová, se vlévá zprava do Rotavy.